# Nova Resende
Nova Resende é um município brasileiro localizado no interior do estado de Minas Gerais, na Mesorregião do Sul e Sudoeste de Minas. Possui uma população recenseada de 16 387 habitantes em 2022. Situa-se a 1252 metros acima do nível do mar.

## História
Acredita-se que em 1801 quando o lugar foi visitado pelos mineradores Inácio Antonio de Magalhães, vindo de Goiás e Jonas Pinto de Magalhães vindo de Carmo do Rio Claro, já havia início de povoação, com casas humildes e era conhecida com o nome de Santa Rita ou Santa Rita dos Cafezais, Santa Rita Velha ou Santa Rita do Rio Claro, Vila Nova de Resende, e passando, em 1923, a Nova Resende.

## Geografia
A área do município, segundo o Instituto Brasileiro de Geografia e Estatística (IBGE), é de 390,152 km², sendo que 1,9258 km² constituem a zona urbana do município e do distrito de Petúnia e os 388,2262 km² restantes constituem a zona rural. Situa-se a 21º07'30" de latitude sul e 46º25'15" de longitude oeste e está a uma distância de 398 quilômetros a oeste da capital mineira.
Seus municípios limítrofes são Juruaia, Monte Belo, São Pedro da União, Bom Jesus da Penha, Alterosa, Alpinópolis, Carmo do Rio Claro e Conceição da Aparecida.
De acordo com a divisão do Instituto Brasileiro de Geografia e Estatística vigente desde 2017, o município pertence às Regiões Geográficas Intermediária de Varginha e Imediata de Guaxupé. Até então, com a vigência das divisões em microrregiões e mesorregiões, o município fazia parte da microrregião de São Sebastião do Paraíso, que por sua vez estava incluída na mesorregião Sul Sudoeste de Minas Gerais.

### Relevo e hidrografia
O relevo do município de Nova Resende é predominantemente sinuoso com algumas áreas montanhosas. A altitude máxima encontra-se no Pico da Ibituruna, que chega aos 1 350 metros, enquanto que a altitude mínima está no curso do Ribeirão Cafundó, com 900 metros. Já o ponto central da cidade está a 1 252 m.

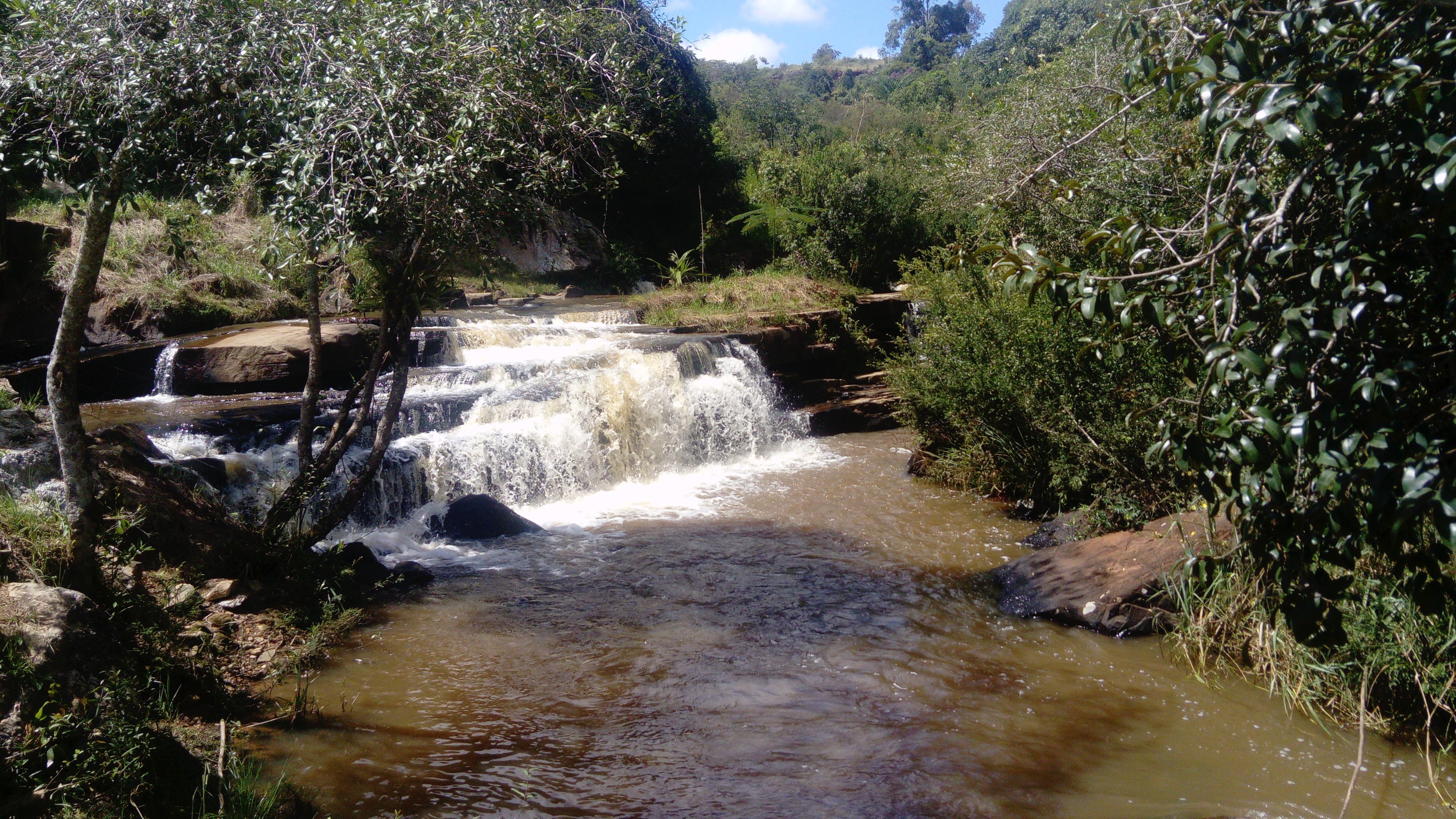
Cachoeira do Rio São João

Os principais cursos de água que banham o município são o rio São João e o rio Claro, os quais fazem parte da bacia hidrográfica do rio Grande. 

### Meio ambiente
A vegetação nativa pertence ao domínio florestal Atlântico (Mata Atlântica). Em 2011, as reservas remanescentes de Mata Atlântica ocupavam 1780 hectares, o que representa apenas 4,9% da área total do município.

## Economia
A economia da cidade gira principalmente em torno do cultivo de café, onde o município é o 6° maior produtor do grão no país, e indústrias têxteis. 